# Lycosa minae
Lycosa minae är en spindelart som först beskrevs av Wilhelm Dönitz och Embrik Strand 1906.  Lycosa minae ingår i släktet Lycosa och familjen vargspindlar. Inga underarter finns listade i Catalogue of Life.